# Шишов, Алексей Васильевич
Алексе́й Васи́льевич Шишо́в (род. 7 января 1946; Свердловск, СССР) — советский и российский военный историк и писатель, кандидат исторических наук, старший научный сотрудник Института военной истории Военной академии Генерального штаба МО РФ. Член Правления Российского исторического общества, академик Международной академии духовного единства народов мира. Капитан 1-го ранга запаса.
Автор монографий, научно-популярных и справочных книг по военной истории России и её исторических деятелях, в частности по строительству и военному искусству регулярной русской армии, и истории войн конца XVIII — начала XX веков.

## Биография
Служил на Тихоокеанском флоте. С 1970 года на комсомольской работе. Окончил Военный институт культуры, а после в 1978 году окончил редакторское отделение Военно-политической академии. Был корреспондентом, а затем начальником отдела газеты ТОФ «Боевая вахта». С 1982 года — адъюнкт кафедры журналистики ВПА. После занимал должность старшего редактора Военного издательства.
В 1986 году защитил диссертацию на соискание учёной степени кандидата исторических наук по теме «Деятельность военной печати по воспитанию политической бдительности у личного состава армии и флота». С 1988 года — заместитель начальника отдела, затем — начальник отдела и ведущий научный сотрудник отдела досоветской военной истории Института военной истории МО СССР.
После вхождения в 2010 году института в состав Военной академии Генерального штаба МО РФ является его старшим научным сотрудником.
Кроме этого с 1995 года — член Правления Российского исторического общества и профессор РАЕН.
Является лауреатом международной литературной премии им. В. С. Пикуля по военной истории. За биографию А. В. Суворова был удостоен всероссийской литературной премии «Александр Невский».

## Критика
Некоторые из работ А. В. Шишова были неоднозначно оценены его коллегами. Так, профессор Н. А. Троицкий в монографии «1812. Великий год России» отмечал: «Выпуск в свет книги Шишова под названием «Неизвестный Кутузов» с подзаголовком «Новое прочтение биографии» ... — это циничный вызов специалистам. В ней нет ничего нового, ничего неизвестного... даже названия всех глав в труде Шишова тоже списаны у Гуляева и Соглаева, а заодно и значительная часть текста. В двух авторитетных изданиях тут же появились коллективные рецензии о «шишовском» «Кутузове». Вывод всех рецензентов был однозначен: Алексей Васильевич Шишов — плагиатор и мародёр».